# 飛落元吉
飛落 元吉（とびおち もとよし）は、戦国時代から安土桃山時代にかけての人物。毛利氏の家臣で鉄砲放（鉄砲隊）を率いた鉄砲中間。通称は七郎右衛門。

## 生涯
毛利氏直属の中間である飛落氏に生まれる。元吉と同じく毛利氏の鉄砲隊に所属し、初めは「飛落小次郎」と名乗っていた宇多田藤右衛門は元吉の親類と考えられる。
永禄6年（1563年）10月に尼子方の松田誠保が守る白鹿城が降伏すると、毛利元就は月山富田城攻撃のための拠点として出雲国八束郡に洗合城の築城を開始したが、洗合の南方約3里に位置する野白山に数百人の郷民が立て籠もり、尼子氏の足軽らと共に毛利氏への攻撃を行った。元就は野白山攻略の進言を採用し、11月に坂元祐、庄原兵部、粟屋元連、児玉就光、林就長らを先鋒として派遣した後に後詰として桂元忠と児玉就忠も派遣した上、元吉と渡利元政に鉄砲200挺を与えて野白山へ出陣させており、毛利軍は洗合付近の尼子方の郷民を一掃した。
また、白鹿城の降伏により尼子義久の本拠である月山富田城は島根半島方面との連絡が遮断されて兵糧と武器の不足を痛感し始めたため伯耆国や但馬国方面に補給を求め、翌11月に但馬から来た数隻の兵糧船が出雲・伯耆の海岸沖合に現れた。毛利元就は毛利水軍の児玉就方、飯田元著、山県就知、大多和就重らに命じて兵船数百隻に出雲国の美保関から伯耆国の弓ヶ浜沿岸に至る海上を警戒させると共に、福原貞俊に毛利軍の精兵と元吉が率いる鉄砲隊200人を付けて陸上の警戒に当たらせて尼子軍の兵糧輸送の阻止を図った。
このような毛利軍の動きに対し、11月15日に月山富田城の尼子義久は兵糧や武器を護送するために夜陰に乗じて精兵を派遣。尼子軍の動向を察知した福原貞俊は尼子軍と激戦を繰り広げ、元吉も鉄砲隊を率いて活躍した。その後、海上の大多和就重、児玉就方、飯田元著らも上陸し、福原貞俊の軍と協力して尼子軍を打ち破り、兵糧船を拿捕して兵糧や武器を奪取している。
永禄8年（1565年）4月17日、毛利元就は毛利軍を毛利輝元、吉川元春、小早川隆景の三軍に分けて月山富田城への総攻撃を開始。この時、元吉は渡利元政と共に200人の鉄砲隊を率いて毛利輝元が率いる軍に従い、尼子氏当主・尼子義久が守る月山富田城の西口にあたる尾小森口の攻撃に参加した。
その後、元吉本人か元吉の子孫かは不明であるが、「飛落七郎右衛門」に安芸国の佐東郡における11石6斗9升と備後国の品治郡における8石8斗7升とで、合計20石5斗6升の給地が与えられていることが、天正15年（1587年）から天正19年（1591年）にかけて毛利氏で行われた惣国検地の結果の給地を書き連ねた『八箇国御時代分限帳』に記されている。また、飛落氏配下の中間たちも各地に給地を与えられており、備後国の品治郡では133人に合計897石7升2斗3合、安芸国の佐東郡では12人に合計89石5升、安北郡では4人に合計18石3斗5升、安南郡では11人に合計44石2升2斗1合が与えられている。
さらに、「飛落七郎右衛門」は天正20年（1592年）4月から始まる文禄の役に従軍し、毛利軍は同年4月22日に朝鮮半島の釜山に上陸。4月28日に毛利軍は釜山を出立して洛東江に迂回し熊川口からさらに遡行して霊山に陣を置いた後に玄風に在陣した。
5月15日に毛利軍は玄風を出立し、翌5月16日に星山への渡河地点で毛利輝元の体調不良と悪天候のため数日滞陣したが、5月17日に星山への渡河地点の付近において「飛落七郎右衛門」が多数の地下人に包囲されて戦死している。